# Die Simpsons/Diskografie
Diese Diskografie ist eine Übersicht über die musikalischen Werke der US-amerikanischen Zeichentrickserie Die Simpsons. Den Schallplattenauszeichnungen zufolge hat sie bisher mehr als 2,8 Millionen Tonträger verkauft. Ihre erfolgreichste Veröffentlichung ist das Album The Simpsons Sing the Blues mit über 2,3 Millionen verkauften Einheiten. 

## Alben

### Studioalben
| Jahr | Titel Musiklabel                           | Höchstplatzierung, Gesamtwochen, AuszeichnungChartplatzierungen (Jahr, Titel, Musiklabel, Platzierungen, Wochen, Auszeichnungen, Anmerkungen) | Höchstplatzierung, Gesamtwochen, AuszeichnungChartplatzierungen (Jahr, Titel, Musiklabel, Platzierungen, Wochen, Auszeichnungen, Anmerkungen) | Höchstplatzierung, Gesamtwochen, AuszeichnungChartplatzierungen (Jahr, Titel, Musiklabel, Platzierungen, Wochen, Auszeichnungen, Anmerkungen) | Höchstplatzierung, Gesamtwochen, AuszeichnungChartplatzierungen (Jahr, Titel, Musiklabel, Platzierungen, Wochen, Auszeichnungen, Anmerkungen) | Höchstplatzierung, Gesamtwochen, AuszeichnungChartplatzierungen (Jahr, Titel, Musiklabel, Platzierungen, Wochen, Auszeichnungen, Anmerkungen) | Anmerkungen                                            |
| Jahr | Titel Musiklabel                           | DE | AT | CH | UK | US | Anmerkungen                                            |
| ---- | ------------------------------------------ | --- | --- | --- | --- | --- | ------------------------------------------------------ |
| 1990 | The Simpsons Sing the Blues Geffen Records | — | — | — | UK6 Gold · (30 Wo.)UK | US3 ×2Doppelplatin · (39 Wo.)US | Veröffentlichung: 17. Dezember 1990 Format: CD, MC, LP |
| 1998 | The Yellow Album Geffen Records            | — | — | — | — | — | Veröffentlichung: 1998 Format: CD, MC, LP              |

### Kompilationen
- 2001: Go Simpsonic with The Simpsons / Songs in the Key of Springfield[2] (Rhino Records)

### Soundtracks
| Jahr | Titel Musiklabel                                                     | Höchstplatzierung, Gesamtwochen, AuszeichnungChartplatzierungen (Jahr, Titel, Musiklabel, Platzierungen, Wochen, Auszeichnungen, Anmerkungen) | Höchstplatzierung, Gesamtwochen, AuszeichnungChartplatzierungen (Jahr, Titel, Musiklabel, Platzierungen, Wochen, Auszeichnungen, Anmerkungen) | Höchstplatzierung, Gesamtwochen, AuszeichnungChartplatzierungen (Jahr, Titel, Musiklabel, Platzierungen, Wochen, Auszeichnungen, Anmerkungen) | Höchstplatzierung, Gesamtwochen, AuszeichnungChartplatzierungen (Jahr, Titel, Musiklabel, Platzierungen, Wochen, Auszeichnungen, Anmerkungen) | Höchstplatzierung, Gesamtwochen, AuszeichnungChartplatzierungen (Jahr, Titel, Musiklabel, Platzierungen, Wochen, Auszeichnungen, Anmerkungen) | Anmerkungen                                                       |
| Jahr | Titel Musiklabel                                                     | DE | AT | CH | UK | US | Anmerkungen                                                       |
| ---- | -------------------------------------------------------------------- | --- | --- | --- | --- | --- | ----------------------------------------------------------------- |
| 1997 | Songs in the Key of Springfield Rhino Records                        | — | — | — | UK18 Silber · (2 Wo.)UK | US103 (1 Wo.)US | Veröffentlichung: 18. März 1997 Format: CD, MC, LP                |
| 1999 | Go Simpsonic with The Simpsons Rhino Records                         | — | — | — | — | US197 (1 Wo.)US | Veröffentlichung: 2. November 1999 Format: CD, MC, LP             |
| 2007 | The Simpsons Movie: The Music von Hans Zimmer Adrenaline Music Group | — | AT28 (4 Wo.)AT | — | — | US108 (3 Wo.)US | Veröffentlichung: 24. Juli 2007 Format: CD, Musikdownload, MC, LP |

Weitere Soundtracks
- 2007: The Simpsons: Testify (Shout! Factory)

## Singles
| Jahr | Titel Album                                                      | Höchstplatzierung, Gesamtwochen, AuszeichnungChartplatzierungen (Jahr, Titel, Album, Platzierungen, Wochen, Auszeichnungen, Anmerkungen) | Höchstplatzierung, Gesamtwochen, AuszeichnungChartplatzierungen (Jahr, Titel, Album, Platzierungen, Wochen, Auszeichnungen, Anmerkungen) | Höchstplatzierung, Gesamtwochen, AuszeichnungChartplatzierungen (Jahr, Titel, Album, Platzierungen, Wochen, Auszeichnungen, Anmerkungen) | Höchstplatzierung, Gesamtwochen, AuszeichnungChartplatzierungen (Jahr, Titel, Album, Platzierungen, Wochen, Auszeichnungen, Anmerkungen) | Höchstplatzierung, Gesamtwochen, AuszeichnungChartplatzierungen (Jahr, Titel, Album, Platzierungen, Wochen, Auszeichnungen, Anmerkungen) | Anmerkungen |
| Jahr | Titel Album                                                      | DE | AT | CH | UK | US | Anmerkungen |
| ---- | ---------------------------------------------------------------- | --- | --- | --- | --- | --- | ----------- |
| 1990 | Do the Bartman The Simpsons Sing the Blues                       | DE5 (16 Wo.)DE | AT17 (9 Wo.)AT | CH12 (7 Wo.)CH | UK1 Gold · (12 Wo.)UK | — |             |
| 1991 | Deep, Deep Trouble The Simpsons Sing the Blues                   | DE45 (4 Wo.)DE | — | — | UK7 (7 Wo.)UK | US69 (6 Wo.)US |             |
| 2007 | Spider-Pig The Simpsons Movie: The Music                         | — | — | — | UK23 (4 Wo.)UK | — |             |
| 2007 | The Simpsons Theme (von Green Day) The Simpsons Movie: The Music | — | — | — | UK19 (3 Wo.)UK | — |             |

Weitere Singles
- 1991: God Bless the Child (The Simpsons Sing the Blues)
- 1997: The Streets of Springfield[3]

## Musikvideos
| Jahr | Titel              | Regisseur   |
| ---- | ------------------ | ----------- |
| 1990 | Do the Bartman     | Brad Bird   |
| 1991 | Deep, Deep Trouble | Gregg Vanzo |

## Statistik

### Chartauswertung
|                     | DE    | AT    | CH    | UK    | US    |
| ------------------- | ----- | ----- | ----- | ----- | ----- |
| Nummer-eins-Alben   | DE—DE | AT—AT | CH—CH | UK—UK | US—US |
| Top-10-Alben        | DE—DE | AT—AT | CH—CH | UK1UK | US1US |
| Alben in den Charts | DE—DE | AT1AT | CH—CH | UK1UK | US4US |

|                       | DE    | AT    | CH    | UK    | US    |
| --------------------- | ----- | ----- | ----- | ----- | ----- |
| Nummer-eins-Singles   | DE—DE | AT—AT | CH—CH | UK1UK | US—US |
| Top-10-Singles        | DE1DE | AT—AT | CH—CH | UK2UK | US—US |
| Singles in den Charts | DE2DE | AT1AT | CH1CH | UK4UK | US1US |

### Auszeichnungen für Musikverkäufe
| Goldene Schallplatte - Kanada - 1998: für das Album Songs in the Key of Springfield 2× Platin-Schallplatte - Kanada - 1991: für das Album Sing The Blues |

Anmerkung: Auszeichnungen in Ländern aus den Charttabellen bzw. Chartboxen sind in ebendiesen zu finden.
| Land/RegionAuszeichnungen für Musikverkäufe (Land/Region, Auszeichnungen, Verkäufe, Quellen) | Silber  | Gold     | Platin     | Verkäufe  | Quellen         |
| -------------------------------------------------------------------------------------------- | ------- | -------- | ---------- | --------- | --------------- |
| Kanada (MC)                                                                                  | —       | Gold1    | 2× Platin2 | 250.000   | musiccanada.com |
| Vereinigte Staaten (RIAA)                                                                    | —       | —        | 2× Platin2 | 2.000.000 | riaa.com        |
| Vereinigtes Königreich (BPI)                                                                 | Silber1 | 2× Gold2 | —          | 560.000   | bpi.co.uk       |
| Insgesamt                                                                                    | Silber1 | 3× Gold3 | 4× Platin4 |           |                 |